# NOW (ترکیه)

نشان‌وارۀ شبکه با نام فاکس که تا ۱۲ فوریه ۲۰۲۴ استفاده می‌شد.

نو یا (به انگلیسی: NOW) (با همه حروف بزرگ) شبکه تلویزیونی رایگان ترکیه‌ای است که متعلق به شرکت والت دیزنی است. از ژوئیه ۲۰۱۲، این شبکه در فرمت ۱۶:۹ (۱۰۸۰آی اچ‌دی) پخش می‌شود.

## تاریخچه
این شبکه در ابتدا TGRT (مخفف در ترکی به عنوان: 'Türkiye Gazetesi Radyo Televizyonu'؛ رادیو تلویزیون و روزنامه ترکیه) بود و در ۲۳ آوریل ۱۹۹۳ پخش تلویزیونی خود را تحت مالکیت ایهلاس هولدینگ آغاز کرد. بین سال‌های ۲۰۰۱ و ۲۰۰۴، TGRT قبل از اینکه دوباره به ایهلاس هولدینگ فروخته شود متعلق به شرکت دولتی تی‌ام‌اس‌اف بود.
در ۲۳ ژوئیه ۲۰۰۶، ابرشرکت نوز شبکۀ TGRT را از ایهلاس هولدینگ خریداری کرد و توسط احمد ارتگون تشکیل شد. این شبکه بعداً با نام فاکس در ۲۴ فوریه ۲۰۰۷ مجدداً راه‌اندازی شد.
دیوید پارکر رید بین سال‌های ۲۰۰۶ تا ۲۰۰۹ مدیر کل فاکس ترکیه بود. دیوید پارکر رید، هاکان اتوس، کورای آلتین‌سوی، دوغان شنترک به عنوان مدیران ارشد در تاسیس شبکه فاکس در ترکیه نقش مهمی ایفا کردند. پس از مرخصی دیوید پارکر رید، پیترو ویکاری به عنوان مدیر کل از سال ۲۰۰۹ تا ۲۰۱۴ فعالیت کرد. در ۲۶ نوامبر ۲۰۱۴، آدام تیلر به عنوان مدیر کل شبکه فاکس منصوب شد.
در ۱۲ فوریه ۲۰۲۴، به دلیل وجود شبکه‌ای به نام استار تی‌وی در ترکیه و نسخه ترکی FX در حال حاضر در منطقه، این شبکه به Now تغییر نام داد.

## برنامه‌های پخش‌شده توسط Now

### مجموعه‌های تلویزیونی هفتگی
این فهرستی از مجموعه‌های تلویزیونی است که قبلاً پخش‌شده یا در حال پخش هستند.
- ۲۰۲۳–: شخص دیگری (دوشنبه‌ها ساعت ۲۰:۰۰)[۳]
- ۲۰۲۳–: یابانی (وحشی) (سه شنبه ساعت ۲۰:۰۰)[۴]
- ۲۰۲۲: (به ترکی استانبولی: Duy beni) منو بشنو
- ۲۰۲۲: (به ترکی استانبولی: senden daha güzel) از تو زیباتر
- ۲۰۲۱-۲۰۲۲: (به ترکی استانبولی: Mahkum) محکوم
- ۲۰۲۱: (به ترکی استانبولی: aşk mantık intikam) عشق منطق انتقام
- ۲۰۲۱: (به ترکی استانبولی: masumeyt) معصومیت
- ۲۰۲۰ تا کنون: (به ترکی استانبولی: Sen Çal Kapımı) تو در خانه‌ام را بزن
- ۲۰۲۰: (به ترکی استانبولی: bay yanlış) آقای اشتباه
- ۲۰۲۱-۲۰۲۰: (به ترکی استانبولی: Öğretmen) معلم
- ۲۰۲۱-۲۰۲۰: (به ترکی استانبولی: Baraj) سد
- ۲۰۲۱-۲۰۱۹: (به ترکی استانبولی: Mücize Doktor) دکتر معجزه گر
- ۲۰۱۹: (به ترکی استانبولی: Her Yerde Sen) همه جا تو
- ۲۰۲۳-۲۰۱۸: (به ترکی استانبولی: Yasak Elma) سیب ممنوعه
- ۲۰۱۸-۲۰۲۰: (به ترکی استانبولی: Kadın) زن
- ۲۰۱۷-۲۰۱۹: (به ترکی استانبولی: Bizim Hikaye) داستان ما
- ۲۰۱۵: (به ترکی استانبولی: O Hayat Benim) آن زندگی مال من است
- ۲۰۱۵: (به ترکی استانبولی: Aşk Yeniden) عشق از نو
- ۲۰۱۴: (به ترکی استانبولی: Zengin Kız Fakir Oğlan) دختر پولدار و پسر فقیر
- ۲۰۱۴: (به ترکی استانبولی: Adı Mutluluk) اسمش خوشبختی
- ۲۰۱۴: (به ترکی استانبولی: Not Defteri) دفترچه یادداشت
- ۲۰۱۴: (به ترکی استانبولی: Emanet) امانت
- ۲۰۱۴: (به ترکی استانبولی: Umutsuz Ev Kadınları) زن‌های خانه‌دار بی‌امید
- ۲۰۱۴: (به ترکی استانبولی: Bir Aşk Hikayesi) حکایت یک عشق
- ۲۰۱۳: (به ترکی استانبولی: Babam Sınıfta Kaldı) بابام رفوزه شده
- ۲۰۱۲: (به ترکی استانبولی: muhteşem yüzyıl) حریم سلطان
- ۲۰۱۲: (به ترکی استانبولی: Canan) جانان
- ۲۰۱۰: (به ترکی استانبولی: Yer Gök Aşk) زمین و آسمان عشق
- ۲۰۰۷: (به ترکی استانبولی: Arka Sıradakiler) بچه‌های آخر کلاس
- ۲۰۰۷-۲۰۰۹: (به ترکی استانبولی: Bez Bebek) آرزوی عروسک پارچه‌ای
- ۲۰۰۳: (به ترکی استانبولی: intikam) انتقام